# یامائه، کوماموتو
یامائه، کوماموتو (به لاتین: Yamae, Kumamoto) یک منطقهٔ مسکونی در ژاپن است که در Kuma District واقع شده‌است. یامائه  ۳٬۹۹۶ نفر جمعیت دارد.